# Georges Le Sant
Georges Le Sant, né le 5 décembre 1914 à Messac en Ille-et-Vilaine, mort le 13 septembre 2000 à Beauvoir-sur-Mer en Vendée, est un fusilier puis sous-officier des Forces françaises libres pendant la Seconde Guerre mondiale.
Combattant comme fusilier marin, il se distingue particulièrement à la bataille de Bir Hakeim en mai et juin 1942, à la campagne d'Italie en juin 1944, à la libération de Toulon en août 1944, à la bataille d'Alsace de novembre 1944 à janvier 1945. Il est Compagnon de la Libération.

## Biographie
Georges Le Sant naît à Messac, Ille-et-Vilaine le 5 décembre 1914,,. Il est le fils d'un chef de chantier.
Voulant servir dans la Marine nationale, il suit successivement les cours de l'École préparatoire de la Marine, de l'École des sous-officiers de la Marine et de l'École des Fusiliers Marins en 1932.
Après avoir servi en Chine jusqu'au début de la Seconde Guerre mondiale, il revient en France début 1940 et participe en juin 1940 aux combats dans la Manche.
Il répond à l'Appel du 18 Juin du général de Gaulle, et s'engage dans les Forces françaises libres. En compagnie de plusieurs camarades, il demande à servir dans les Fusiliers marins. Le 1er bataillon de fusiliers marins est alors créé le 5 juillet 1940 par décision de l'amiral Muselier, et Le Sant en fait partie,.
Le Sant participe aux combats de la France libre : à Dakar en septembre 1940, à la campagne du Gabon en novembre 1940, à la campagne de Syrie en juin et juillet 1941, puis à la campagne de Libye avec la 1re division française libre. Il se distingue particulièrement à la bataille de Bir Hakeim en mai et juin 1942, et il en est récompensé par l'octroi de la médaille militaire.
Il prend part ensuite à la campagne de Tunisie puis à la campagne d'Italie, où il se distingue de nouveau, dans les combats préliminaires à l'investissement de Radicofani en juin 1944. Il débarque ensuite en Provence, et s'illustre encore lors des combats pour la libération de Toulon le 23 août 1944.
Ayant remonté la vallée du Rhône avec son unité, il se fait encore remarquer à quatre reprises dans la bataille d'Alsace, dans les combats de la Trouée de Belfort le 22 novembre à Rougegoutte, puis le 30 novembre au nord de Bourbach-le-Bas, ensuite du 8 au 13 janvier 1945 à Benfeld et du 13 au 19 janvier à Huttenheim. Il est créé Compagnon de la Libération par le décret du 7 mars 1945,,.
Après la guerre, il continue dans la Marine jusqu'à sa retraite en 1959, comme officier des équipages de 1re classe,.
Georges Le Sant meurt le 13 septembre 2000 à Beauvoir-sur-Mer en Vendée.

## Hommages et distinctions

### Décorations
Ses principales décorations sont :
- Commandeur de la Légion d'honneur
- Compagnon de la Libération par décret du 7 mars 1945
- Médaille militaire
- Croix de guerre 1939–1945 (six citations)
- Médaille de la Résistance française avec rosette par décret du 16 janvier 1947[5]
- Médaille commémorative de la guerre 1939–1945
- Médaille coloniale
- Médaille commémorative des services volontaires dans la France libre
- Insigne des blessés militaires

### Autres hommages
La rue Georges Le Sant et un groupe d'immeubles portent son nom à Lorient ; l'îlot Georges Le Sant, construit en 1972, est reconstruit et réaménagé de 2004 à 2007.
La compagnie de fusiliers marins basée au Centre de transmissions de la Marine nationale de Rosnay porte son nom, c'est la compagnie Le Sant.